# Saxicola
Saxicola é um género de aves da família Muscicapidae. Compreende 14 espécies, que podem ser encontradas no Velho Mundo. São insectívoros. Habitam em regiões de mato ou em campos de gramíneas com mato disperso.
Saxicola torquata era anteriormente considerada  representativa de um suposto taxon constituído pelo cartaxo-comum (Common Stonechat, em inglês). Com o auxílio de dados obtidos através de técnicas moleculares (Urquhart & Bowley 2002, Wink et al. 2002), foi confirmado que Saxicola dacotiae e Saxicola tectes erão espécies distintas. Para mais, as espécies Saxicola torquata (África), Saxicola rubicola (Europa) e Saxicola maura (Sibéria) também tiveram que ser separadas.

## Espécies
- Saxicola jerdoni
- Saxicola ferreus
- Saxicola rubetra
- Saxicola macrorhynchus
- Saxicola gutturalis
- Saxicola caprata
- Saxicola insignis
- Saxicola leucurus
- Saxicola stejnegeri
- Saxicola torquatus
- Saxicola tectes
- Saxicola maurus
- Saxicola rubicola
- Saxicola dacotiae